# Parasyrisca sollers
Parasyrisca sollers är en spindelart som först beskrevs av Simon 1895.  Parasyrisca sollers ingår i släktet Parasyrisca och familjen plattbuksspindlar. Inga underarter finns listade i Catalogue of Life.